# Хванхэ-Намдо
Хванхэ́-Намдо́ (кор. 황해남도?, 黃海南道?) — провинция в КНДР. Была сформирована в 1954 году путём разделения провинции Хванхэдо на северную и южную части. Административный центр — город Хэджу.

## География
На востоке граничит с провинцией Хванхэ-Пукто, на юго-востоке — с Кэсоном. Южная граница проходит по ДМЗ. С запада омывается Жёлтым морем.

## Административное деление
Хванхэ-Намдо поделена на 1 город («си») и 19 уездов («кун»).

### Города
- Хэджу (해주시; 海州市)

### Уезды
- Анак (안악군; 安岳郡)
- Чэрён (재령군; 載寧郡)
- Чанён (장연군; 長淵郡)
- Чхондан (청단군; 靑丹郡)
- Каннён (강령군; 康翎郡)
- Кваиль (과일군)
- Онджин (옹진군; 甕津郡)
- Пэкчхон (백천군; 白川郡)
- Пончхон (봉천군; 峰泉郡)
- Пёксон (벽성군; 碧城郡)
- Йонён (룡연군; 龍淵郡)
- Самчхон (삼천군; 三泉郡)
- Синчхон (신천군; 信川郡)
- Синвон (신원군; 新院郡)
- Сонхва (송화군; 松禾郡)
- Тхэтхан (태탄군; 苔灘郡)
- Ыннюль (은률군; 殷栗郡)
- Ынчхон (은천군; 銀泉郡)
- Йонан (연안군; 延安郡)

## Спорт
В Рёнджон-ри провинции Хванхэ-Намдо функционирует футбольный клуб «Ынпасан».